# Лисичников, Алексей Георгиевич
Алексей Георгиевич Лисичников — советский хозяйственный, государственный и политический деятель, Герой Социалистического Труда.

## Биография
Родился в 1932 году в селе Кокуй-Комогорцево. Член КПСС.
С 1948 года — на хозяйственной, общественной и политической работе. В 1948—1986 гг. — механизатор-кукурозовод колхоза «1 Мая» Шилкинского района Читинской области, агроном, заместитель председателя колхоза «1 мая» и колхоза имени С. М. Кирова, председатель Мирсановского сельского Совета Шилкинского района, преподаватель Нерчинского совхоза-техникума.
Указом Президиума Верховного Совета СССР от 31 декабря 1961 года присвоено звание Героя Социалистического Труда с вручением ордена Ленина и золотой медали «Серп и Молот».
Избирался депутатом Верховного Совета СССР 6-го созыва. Делегат XXII съезда КПСС.
Почетный гражданин Читинской области (1997).
Умер в Чите в 2006 году.